# 富井周
富井 周（とみい あきら、1890年〈明治23年〉8月17日 - 1959年〈昭和34年〉1月23日）は、日本の外交官。駐カナダ公使、駐アルゼンチン大使。男爵。

## 経歴
東京府東京市出身。1915年（大正4年）、東京帝国大学法科大学政治科を卒業し、同年に高等試験外交科に合格した。領事官補として奉天、ニューヨークに勤務した後、在アメリカ合衆国日本国大使館三等書記官、在英国日本国大使館二等書記官、オタワ総領事、在カナダ日本国公使館一等書記官、ドイツ大使館一等書記官を歴任。さらに外務書記官・外務大臣官房文書課長、同翻訳課長を経て、サンフランシスコ総領事、イギリス大使館参事官、駐カナダ公使を務めた。1941年（昭和16年）、駐アルゼンチン大使に任命された。1959年（昭和34年）、勲二等旭日重光章受章。

## 親族
父の富井政章は民法典論争に関わった法学者で男爵。貴族院議員や枢密顧問官を務めた。太刀川平治と植村甲午郎は共に義兄（姉の夫）。
妻の秀は東京市長や南満州鉄道株式会社総裁を務めた中村是公の四女。長女・章子は石坂泰三の三男・泰夫の夫人。

## 栄典
- 1940年（昭和15年）8月15日 - 紀元二千六百年祝典記念章[7]